# Сосьно (гмина)
Сосьно (пол. Sośno) — сельская гмина (волость) в Польше, входит как административная единица в Семпульненский повет, Куявско-Поморское воеводство. Население — 5105 человек (на 2004 год).

## Сельские округа
1. Дембины
2. Дзедно
3. Яшково
4. Меруцин
5. Ободово
6. Ольшевка
7. Пшепалково
8. Рогалин
9. Розтоки
10. Ситно
11. Скорачево
12. Сосьно
13. Зелёнка
14. Шинвалд
15. Тонин
16. Тонинек
17. Тушково
18. Вонвельно
19. Велёвич
20. Велёвичек

## Прочие поселения
1. Борувки
2. Чосек
3. Дембовец
4. Лесневице
5. На-Дзедно
6. Острувек
7. Плоскув
8. Под-Лясем
9. Под-Мрочон
10. Под-Острувек
11. Под-Пемпежин
12. Под-Скорачево
13. Скорачевец
14. Скорачевко
15. Свидве
16. Выбудованя
17. Выбудоване-Яшковске
18. Выбудоване-Под-Сосьно
19. Выбудоване-Под-Вонвельно

## Соседние гмины
1. Гмина Гостыцын
2. Гмина Короново
3. Гмина Мроча
4. Гмина Семпульно-Краеньске
5. Гмина Сиценко
6. Гмина Венцборк